# Беседина, Галина Ильинична
Галина Ильинична Беседина (род. 31 мая 1945, Ленинград) — советская и российская музыкальная исполнительница и поэтесса. Художественный руководитель Центра русского романса. Народная артистка России (2006).

## Биография
Окончила Ленинградское музыкальное училище и Московскую школу-студию МХАТ. Выступала с литературно-музыкальными композициями под собственный аккомпанемент на гитаре, став лауреатом международных конкурсов, в том числе Международного фестиваля песни в Сопоте (1978). В 1980 и 1982 была лауреатом фестиваля "Песня года". На протяжении долгого времени работала в творческом дуэте с Сергеем Тараненко.

### Личная жизнь
- Первый муж — Вячеслав Гаврилов, физик.
- Второй муж (в браке до 1992) — Виктор Беседин (1925-1992), советский эстрадный певец, народный артист РСФСР (1980).

Детей нет.

## Фильмография
1. 1977 — Лирические песни Микаэля Таривердиева (короткометражный) — главная роль
2. 1977 — Мы с тобою, товарищ (короткометражный) — главная роль
3. 1978 — Старомодная комедия — певица в кафе/нет в титрах
4. 1978 — Для Вас —
5. 2003 — Огнеборцы — эпизод

## Вокал
1. 1975 — Ольга Сергеевна
2. 1975 — Пропавшая экспедиция
3. 1978 — Старомодная комедия
4. 1979 — Дождь в чужом городе

## Участие в фильмах
1. 1981 — Романса трепетные звуки (документальный)

## Награды
- Заслуженная артистка РСФСР (1988).
- Народная артистка Российской Федерации (10 августа 2006 года) — за большие заслуги в области искусства[1].
- Почётная грамота Президента Российской Федерации (21 октября 2016 года) — за заслуги в развитии культуры и искусства, многолетнюю плодотворную деятельность[3].
- Почётная грамота Московской городской думы (18 ноября 2015 года) — за заслуги перед городским сообществом[4].